# Piero Soderini

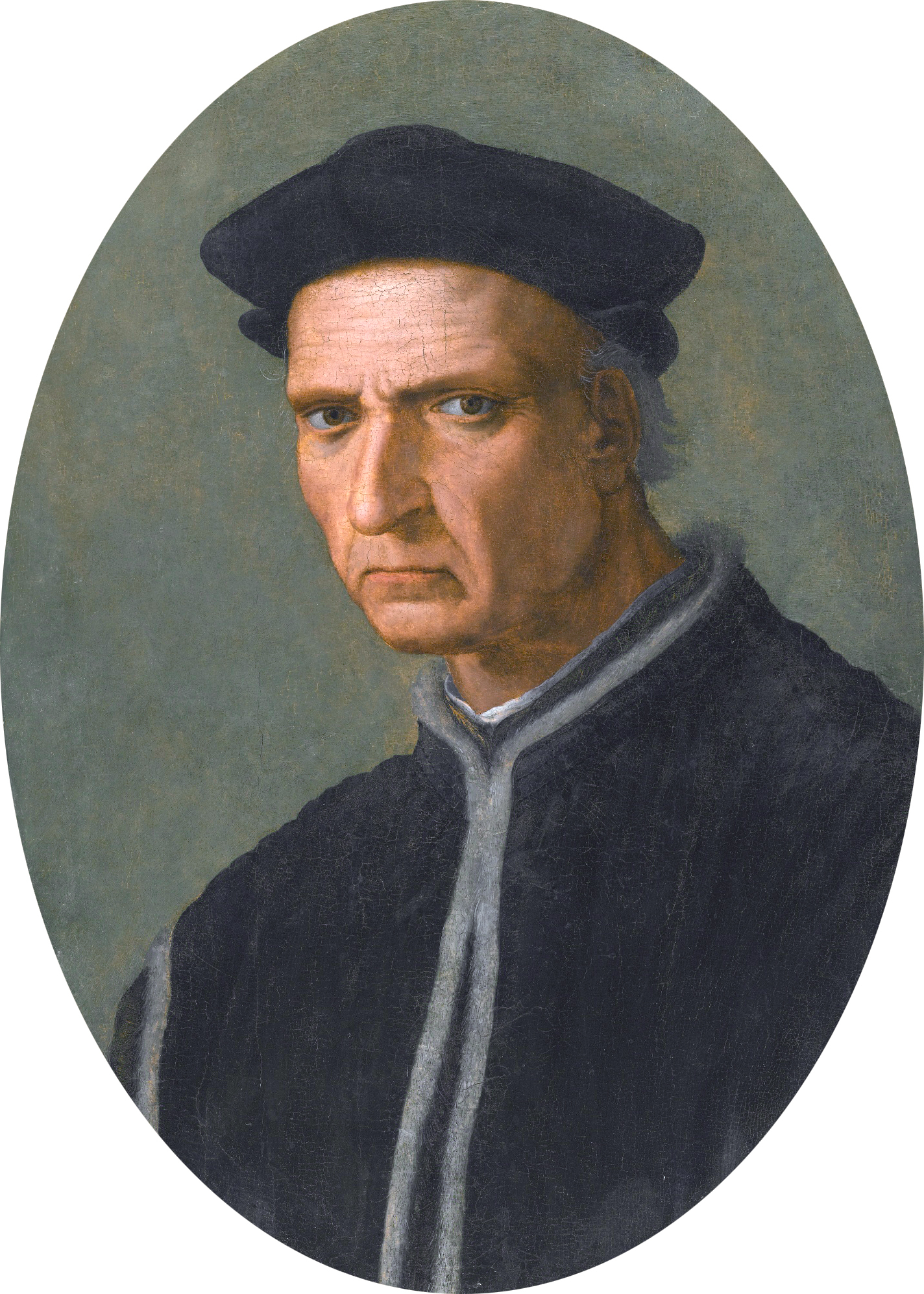
Piero Soderini, gemalt von (Ridolfo del Ghirlandaio)

Piero Soderini (* 17. März 1451 in Florenz; † 13. Juni 1522 in Rom) war ein florentinischer Staatsmann. Er stand 1502 bis 1512 an der Spitze der Stadtregierung. Unter Historikern ist umstritten, ob seine Herrschaft als ehrlicher Versuch anzusehen ist, die republikanische Verfassung zu bewahren, oder ob es ihm darum ging, einen autoritären Prinzipat zu errichten. Im Kapitel 9 von „Der Fürst“ bezieht sich Niccolò Machiavelli ohne explizite Nennung auf Soderinis Herrschaft und verwendet sie als Gegenbeispiel zu guter Politik.

## Herkunft im mediceischen Florenz – 1450 bis 1494
Piero Soderini war der Sohn von Tommaso Soderini, der bis zu seinem Tod 1485 eine Führungsfigur der Medici-Herrschaft in Florenz war. Seine Mutter Dianora di Francesco Tornabuoni war eine Schwester von Lucrezia Tornabuoni, die ihrerseits mit Piero di Cosimo de’ Medici verbunden war, also mittelbare Verschwägerung repräsentierte.

Anders als der Bruder Paolantonio, der sich in die Opposition begab, war Piero Soderini bis 1494 ein Parteimann der Medici und wurde zum Zweck der Spaltung gezielt gefördert. Sein Bruder Francesco Sonderini, wurde spätere vom Papst zum Kardinal von Volterra berufen und Bruder Giovan Vettorio (Giovanvettorio, Giovanni Vittorio) (29. Juli 1460 in Florenz- 27. August in Florenz 1528) wurde Jurist, nicht zu verwechseln mit dem Agronomen Giovanni Vittorio Soderini (* 6. März 1527 in Florenz; † 3. März 1596 oder 1597 in Volterra).   

## Rolle der Familie in Florenz’governo popolare– nach 1494
Nach dem Sturz der Medici durch den Neapelzug Karls VIII. von Frankreich errichtete Florenz eine Volksregierung unter dem Dominikaner Girolamo Savonarola und setzte sich in die Abhängigkeit Frankreichs, um die Regierungsform zu schützen und die Medici, die Exilpartei, abzuwehren. Die Soderini waren unter dem Bruder Paolantonio in der weltlichen bzw. offiziellen Führung vertreten; sie waren Häupter der so genannten Frateschi. Zur Opposition waren neben den in der Stadt verbliebenen Parteileuten der Medici jedoch auch die zurückgesetzten Oligarchen zu rechnen, weil die Volksregierung sie um ihre Teilhabe betrog.
Dass Karl VIII. 1495 gescheitert war und Florenz sich in vager Hoffnung auf seine Rückkehr behauptete, hätte einen Umsturz verschulden können, als der Königstod und die Hinrichtung von Savonarola im Frühjahr 1498 in kurzer Folge die Politik trafen. Da mit Ludwig XII. ein neuer König von Frankreich auf Italien zielte, namentlich auf das Herzogtum Mailand, erlebte die Partei jedoch ein Wiederaufleben: Dass in Erwartung eines Krieges bis zum Frühjahr 1499 den Soderini die Parteileute der Medici zuliefen, wirkte festigend auf die latente Führungsrolle von vier Brüdern, Piero, Paolantonio, Francesco und Giovanvittorio Soderini. Konkreter Grund für den Zulauf gegenüber den Soderini könnte neben dem Schutzbedürfnis der Medici-Gefolgsleute die Verschwägerung mit den Medici in der Vatergeneration gewesen sein.

## Gonfaloniere a vitavon Florenz – 1502 bis 1512
Nach der Eroberung Mailands 1499/1500 durch Ludwig XII. wirkte die Bedrohung fort, weil Papst Alexander VI. und sein Sohn Cesare Borgia die angrenzenden Gebiete der Kirche durch Krieg und Unterwerfung konsolidierten und auf die Führungslosigkeit von Florenz vertrauten. Im Sommer 1502 hingegen reformierte die Republik ihre Staatsspitze, indem der Gonfaloniere auf Lebenszeit gewählt wurde, nicht mehr nur für zwei Monate. Der erste Amtsträger war Piero Soderini in der Erwartung der Oligarchie; er stabilisierte sie gegen eine Tyrannis des Volkes. Allerdings enttäuschte er, weil er, versichert durch Lebenszeitlichkeit im Amt, das Volk gegen die Elite ausspielte und folglich als Tyrann galt. Trat noch hinzu, dass der Exilpartei durch den Tod von Piero de’ Medici ab 1504 ein Kurswechsel erlaubt war, so führte dies einen Loyalitätverlust herbei.
Niccolò Machiavelli war unter Soderini der Träger einer Miliz, die, rekrutiert aus dem Umland, Florenz nach dem Kollaps der benachbarten Kleinpotentaten bewaffnen und aus der Abhängigkeit von französischer Bundesgenossenhilfe herausführen sollte. Einziger Erfolg war jedoch die Beendigung der Rebellion des 1494 von der Herrschaft abgefallenen Pisa im Jahr 1509.
Großer Gefahr war die Herrschaft von Soderini ausgesetzt, als Papst Julius II. mit der Liga von Cambrai 1509 Krieg gegen die Venezianer geführt hatte, im Sommer 1510 jedoch gegen die französische Besetzung Mailands umschwenkte. Soderini war sich bewusst, dass ein Kollaps der Franzosen auch die Regierungsform der abhängigen Florentiner mit sich reißen musste und versuchte zu vermitteln. Durch die Obstruktion ihrer inneren Gegner behindert, verharrte die Republik jedoch in Entscheidungslosigkeit, bis mit der Heiligen Liga Julius’ II. vom Herbst 1511 endgültig das Opfer zu erwarten stand. Was verblieb, war Fatalität: 1509 hatte die Republik die Protektion durch Frankreich noch durch spanischen Schutz ergänzt, mochte also mit einem Sprung auf die Seite von Ferdinand dem Katholischen ihre Rettung bewerkstelligen. Da die Franzosen in der Schlacht bei Ravenna im April 1512 siegten, schien jedoch im Mai erneute Parteinahme für Ludwig XII. berechtigt.
Den Schlussakkord setzte der Kollaps der Franzosen im Sommer 1512, da ihr Heer mit dem Schlachtentod ihres Feldherrn in Unordnung geriet und sich aus Italien zurückzog. Der Versuch, auf dem Kongress der Liga in Mantua im August einzugreifen und die spanische Option in letztem Augenblick zu erneuern, war zum Scheitern verurteilt, weil die Priorität galt, Florenz aus französischen Bündnisversuchungen herauszulösen: Die Rückführung der Medici war längst das drohende Mittel. Als im August ein spanisches Heer gegen die Toskana aufzog, konnte sich Piero Soderini noch der Loyalität des Volkes versichern, weil ein Ansturm auf Prato scheiterte. Belehrt durch einen zweiten Versuch, der die Plünderung von Prato herbeiführte, sah Soderini jedoch seinem Sturz entgegen. Nach seinem erzwungenen Rücktritt floh er in der Nacht vom 31. August auf den 1. September aus seiner Vaterstadt. Exilort war Ragusa in Dalmatien.

## Rehabilitierung durch die Medici – 1513 bis 1522
Mit der Wahl des Medici-Pontifex Leo X. wurden die Soderini amnestiert, so dass Piero aus seinem Exil nach Italien zurückkehren durfte. Festgelegt auf einen Aufenthalt in Rom, bewegte sich der ehemalige Gonfaloniere neben seinem Bruder Francesco, dem Träger eines Kardinalats, im Umfeld der neuen Machthaber: Die Medici führten Florenz in der Klientel ihres Papstes und versicherten sich nach 1515 ihrerseits in einem Bündnis mit Frankreich, nachdem Franz I. Mailand zurückerobert hatte.

## Verrat an den Medici und Tod – 1522
Als nach dem Tod von Leo X. 1521/22 die mediceische Macht einbrach, sahen die Soderini Gelegenheit zu Verrat an ihren alten Gegnern. Die konkrete Kulisse boten die Nachwirkungen der Bündnisentscheidung des Medici-Pontifex, da er im Frühjahr 1521 gegen die Franzosen und für Kaiser Karl V. optiert hatte. Als neuer Krieg um Mailand und der Papsttod einander ergänzten, waren die Soderini Teil einer Konspiration, die die Herrschaft über Florenz und den hinterbliebenen ehemaligen Vizekanzler, Kardinal Giulio de’ Medici, traf. Urhort war das Konklave vom Januar 1522. Allerdings scheiterte die Konspiration bis zum Juni, zumal die erwartete französische Hilfe im Verlauf des Krieges abgeschnitten wurde und ein eigener Söldnerzug in der südlichen Toskana stockte. Piero Soderini seinerseits überlebte das Scheitern um nur wenige Wochen.